# Brachycephalus crispus
Brachycephalus crispus es una especie de anfibio anuro de la familia Brachycephalidae.

## Distribución geográfica
Esta especie es endémica del estado de São Paulo en Brasil. Fue descubierto en Cunha a 920 m sobre el nivel del mar en Serra do Mar.

## Descripción
Esta especie mide de 9 a 15 mm.

## Publicación original
- Condez, Clemente-Carvalho, Haddad & Reis, 2014: A new species of Brachycephalus (Anura: Brachycephalidae) from the highlands of the Atlantic Forest, southeastern Brazil. Herpetologica, vol. 70, p. 89–99.[2]